# 2009 aux Comores
2007 aux Comores - 2008 aux Comores - 2009 aux Comores - 2010 aux Comores - 2011 aux Comores
2007 par pays en Europe - 2008 par pays en Europe - 2009 par pays en Europe - 2010 par pays en Europe - 2011 par pays en Europe

## Chronologie

### Mars 2009
- Mardi 3 mars 2009 : La Cour constitutionnelle annule le  décret du président de l'Union des Comores, Ahmed Abdallah Sambi qui convoquait un référendum prévu le 22 mars sur une réforme constitutionnelle controversée. La Cour constitutionnelle a jugé le décret présidentiel « illégal pour vice de procédure ». Le projet de réforme constitutionnelle proposait de réduire les pouvoirs des présidents des trois îles de l'archipel (Grande Comore, Anjouan, Mohéli) pour en faire des gouverneurs et d'allonger d'un an le mandat du président fédéral, actuellement de quatre ans. Le projet érigeait également l'islam en religion d'État et donnait au président de l'Union le pouvoir de dissoudre l'Assemblée. Cette réforme constitutionnelle est  au cœur des travaux de la conférence inter-comorienne, sous l'égide de l'Union africaine (UA), réunissant toutes les tendances politiques (gouvernement fédéral, opposition, gouvernement des îles) et la société civile.

- Lundi 30 mars 2009 : Le président des Comores, Ahmed Abdallah Sambi, appelle à Doha ses pairs arabes, réunis en sommet, à rejeter le nouveau statut de département français de Mayotte, à la suite du référendum. Les dirigeants des 22 membres de la Ligue arabe, dont les îles Comores, ont rejeté « l'occupation française » de Mayotte, après le référendum de dimanche faisant de cette île de l'océan indien un département français, selon leur document final rendu public.

### Mai 2009
- Dimanche 17 mai 2009 : Les Comoriens adoptent par référendum, avec 93,91 % des suffrages, une révision constitutionnelle allongeant le mandat du président de l'Union de quatre à cinq ans et réduisant les pouvoirs des présidents des trois îles pour en faire des gouverneurs. Elle est promulguée le 23 mai.

- Mercredi 20 mai 2009 : Discours à la nation du président Ahmed Abdallah Mohamed Sambi[1].

### Juin 2009
- Mardi 30 juin 2009, crash Yemenia :

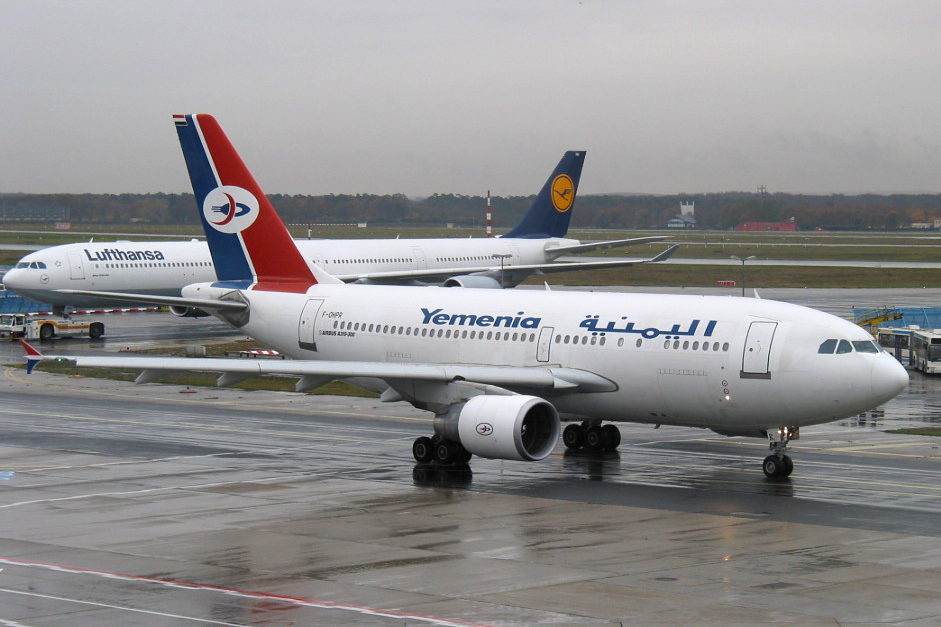
Un Airbus A310 de Yemenia

  - Le vol 626 Yemenia, un Airbus A310 s'écrase en mer au large des Comores avec 153 personnes à bord essentiellement des Comoriens (45) et des Français (66), une seule rescapée de 14 ans. L'avion s'est abîmé en mer aux premières heures de la matinée, à plusieurs milles marins des îles Comores, avec à bord 142 passagers et 11 membres d'équipage. Partis de Paris-Roissy en Airbus A330 de Yemenia, ils avaient changé d'appareil à Sanaa (Yemen) pour embarquer sur A310 en direction de Djibouti puis Moroni.
  - Le ministre français des Transports, Dominique Bussereau, annonce que des moyens français étaient mis en œuvre : Deux navires sont partis de la Réunion proche, et un Transall médicalisé […] On va voir également les moyens disponibles à Mayotte, à proximité immédiate des Comores ». Selon le ministre, la compagnie Yemenia Air « n'est pas sur la liste noire des compagnies aériennes sinon elle n'aurait pas eu l'autorisation de partir de Roissy » et  l'Airbus A310 « est un des avions les plus connus dans le monde et les plus utilisés »[2]. Le ministre reconnaît devant l'Assemblée nationale française, que cet Airbus A310-300 avait été « exclu du sol national » pour « irrégularités » il y a quelques années[3]. L'A310 datait de 1990, avait 51 900 heures de vol et la compagnie aérienne Yemenia l'exploitait depuis octobre 1999[4].
  - Une des boîtes noires de l'Airbus A310 a été localisée et les opérations pour la récupérer commenceront mercredi, dès l'arrivée d'un navire français spécialisé capable de mener les opérations de récupération.

### Juillet 2009
- Mercredi 1er juillet 2009, crash Yemenia : Le président Abdel Khaleq al-Qadi de la compagnie Yemenia annonce qu'un premier versement de 20 000 euros de compensations serait versé pour les familles de chaque victime de l'Airbus A310 qui s'est abîmé en mer mardi avant l'aube près des côtes comoriennes avec à bord 153 passagers et membres d'équipage.

- Jeudi 2 juillet 2009, crash Yemenia :
  - Le président Ahmed Abdallah Sambi décrète un deuil national de 30 jours après le crash mardi au large des Comores d'un vol Yemenia qui a fait 152 morts et une seule survivante, après avoir écourté sa participation au sommet des chefs d'État de l'Union africaine en Libye pour rentrer dans l'archipel dans la nuit de mercredi à jeudi : « Nous demandons à la France d'unir nos efforts pour découvrir la vérité […] nous avons le droit de savoir ce qui s'est passé mais nous devons avoir à l'esprit que la volonté de Dieu s'accomplit toujours […]Je demande aux hommes politiques de ne pas chercher à rentabiliser politiquement cette tragédie; respectons ceux qui ont perdu leur vie »[5].
  - La compagnie Yemenia Air annonce la suspension « pour une durée indéterminée » de ses vols au départ et à destination de Marseille à la suite des incidents qui se sont produits à l'aéroport Marseille-Provence à Marignane (France) au départ d'un vol pour les Comores[6].

- Samedi 4 juillet 2009, crash Yemenia :
  - Des hélicoptères de l'équipe américaine qui participent aux opérations de recherches et de secours ont repéré près des côtes des Comores une grande partie de l'Airbus A310 de Yemenia, flottant à la surface de la mer. D'autre part, des équipes de plongeurs ont déjà récupéré des débris de l'avion accidenté[7].
  - Le président de Yemenia, Abd al-Khaleq al-Qadhi, annonce que sa compagnie maintient ses deux liaisons régulières hebdomadaires entre Sanaa (capitale du Yémen) et Moroni (capitale des Comores). Cependant tous les vols additionnels sont suspendus, en raison des tensions créées par le crash de son Airbus A310.

- Lundi 6 juillet 2009, crash Yemenia : L'ambassadeur de France aux Comores, Luc Hallade estime que les recherches pour retrouver l'épave de l'Airbus A310 de la Yemenia qui s'est abîmé au large des Comores le 30 juin avec 153 personnes à bord sont « compliquées » et vont « prendre du temps ». Un bâtiment hydro-océanographique, le Beautemps-Beaupré est parti samedi de Djibouti pour aider à déterminer la nature des fonds, et arrivera aux Comores « dans le meilleur des cas le 12 juillet ». Des équipes d'une cellule spécialisée de la marine nationale française, la « cellule plongée humaine et intervention sous la mer  » (Cephismer) récemment arrivées aux Comores est opérationnelle[8].

- Samedi 11 juillet 2009, crash Yemenia : Le président Ahmed Abdallah Sambi a reçu au palais présidentiel, le premier ministre français François Fillon, en visite de quelques heures à Moroni. Le président « remercie la France pour son appui » et demande « que le dispositif d'intervention soit renforcé autant que nécessaire, pour que les boîtes noires soient repêchées » à la suite de la catastrophe de l'Airbus A310 de Yemenia. Ces enregistreurs sont déterminants pour expliquer les causes de l'accident mais ils n'ont toujours pas été repêchés dans l'océan Indien. Il demande aussi à la France d'aider l'archipel à rompre son « enclavement aérien », alors que seules quelques compagnies desservent l'archipel et que Yemenia avait un temps envisagé de suspendre ses vols en raison des critiques et manifestations contre l'état de l'appareil accidenté[9].

- Vendredi 31 juillet 2009, Résultats du baccalauréat, premier groupe : En Grande-Comore, 481 seulement sont admis au premier groupe, toutes séries confondues, sur un total de plus de 6 700 candidats, et les candidats autorisés à passer le deuxième groupe sont 1 284. À Mohéli,  25 candidats seulement sont admis au premier groupe sur un total de 656 candidats,  et les candidats autorisés à passer le deuxième groupe sont 99.

### Août 2009
- Jeudi 6 août 2009, crash Yemenia : Les deux boîtes noires de l'Airbus A310 de Yemenia sont localisées.

- Mardi 11 août 2009 : Quatre ministres du gouvernement fédéré de l'île de Grande Comore — Mohamed Abdou Mhadjou, Boina Ousseine, Said Ahmed Said Soilih et Youssouf Mohamed Boina — sont condamnés à des peines de prison ferme pour « violences et voies de faits ». Ce verdict illustre les conflits de compétence qui opposent entre elles les trois îles (Grande Comore, Anjouan et Mohéli), dotées chacune de leurs propres institutions et à l'État fédéral. Plusieurs autres cadres de l'administration de l'île ont également été condamnés à des peines de prison avec sursis[10].

- Jeudi 20 août 2009, crash Yemenia : Début des travaux de recherche en eaux profondes sur la zone du crash de l'Airbus A310 de Yemenia.

- Dimanche 23 août 2009, crash Yemenia : Le bateau français « EDT ARES » équipé d'un robot télécommandé pour rechercher les boîtes noires, a identifié des éléments de l'épave de l'Airbus A310 de Yemenia. 6 corps de victimes ont été retrouvés sur les 152 disparus.  qui s'était abîmé le 30 juin près des Comores, faisant 152 morts, ont été identifiés et les corps de six victimes retrouvés, a indiqué la Commission chargée de l'enquête sur l'accident[11].

- Samedi 29 août 2009, crash Yemenia : La seconde boîte noire (Cockpit Voice Recorder), de l'Airbus A310 de Yemenia qui s'était abîmé en mer le 30 juin, a été récupérée par les équipes de recherche à bord du bateau français « EDT ARES », après une semaine de recherches. La veille, la première boîte noire avait pu être récupérée[12].

### Septembre 2009
- Samedi 26 septembre 2009, crash Yemenia : Selon une association de familles de victimes, le crash de la Yemenia serait dû à une erreur de pilotage : « Les éléments recueillis dans les boîtes noires indiquent que le commandant de bord de l'Airbus A320 n'a pas respecté les consignes d'atterrissage qu'il avait reçues en fonction de la météo ». Il y avait un vent de 40 nœuds sur la zone et le pilote s'est vu conseiller d'atterrir selon une trajectoire qu'il n'a pas respectée et de plus se serait posé trop vite[13].

### Décembre 2009
- Dimanche 6 décembre 2009 : Élections législatives. Quelque 360 000 électeurs sont appelés à élire leurs députés ainsi que les conseillers des trois îles de cet archipel de l'océan Indien. Quelque 700 bureaux de vote ont été ouverts sur les trois îles (Anjouan, Grande Comore et Mohéli) pour départager 144 candidats à la députation pour 33 postes de député. Le scrutin s'est déroulé « dans le calme », selon le ministre ministre de l'Économie et ministre de l'Intérieur par intérim, Hassan Ahmed El-Barwane[14].